# Królewski Belgijski Związek Piłki Nożnej
Belgijski Związek Piłki Nożnej (nid. Koninklijke Belgische Voetbalbond, fr. Union Royale Belge des Societes de Football Association, niem. Königliche Belgische Fußballverband) - ogólnokrajowy związek sportowy, działający na terenie Belgii, posiadający osobowość prawną, będący jedynym prawnym reprezentantem belgijskiej piłki nożnej, zarówno mężczyzn, jak i kobiet, we wszystkich kategoriach wiekowych w kraju i za granicą. Siedziba związku mieści się w stolicy kraju Brukseli. Związek powstał w 1895, a od 1904 jest członkiem FIFA. Jest jednym z założycieli UEFA.

## Prezesi
- 2006 - obecnie: François de Keersmaecker
- 2001 - 2005: Jan Peeters
- 1987 - 2001: Michel D’Hooghe
- 1967 - 1987: Louis Wouters
- 1951 - 1967: Georges Hermesse
- 1945 - 1951: Francis Dessain
- 1937 - 1943: Oscar van Kesbeeck
- 1929 - 1937: Rodolphe-William Seeldrayers
- 1924 - 1929: hrabia Joseph d’Oultremont
- 1895 - 1924: baron Edouard de Laveleye